# Mary Is Happy, Mary Is Happy
Pour plus de détails, voir Fiche technique et Distribution.
Mary Is Happy, Mary Is Happy est un film thaïlandais expérimental réalisé par Nawapol Thamrongrattanarit, sorti en 2013,,.
Ce film est créé à partir des 410 tweets de @maryonline dans leur ordre chronologique, 410 tweets échangés pendant 1 an entre « Mary » et son amie « Suri ».

## Synopsis
Mary, jeune étudiante qui est en train de finir son cycle d'étude, fait face à de nombreux bouleversements dans sa vie, ses amours et ses amitiés… Vu par le prisme de ses tweets, ces événements prennent des tournures étranges, déconcertantes, incompréhensibles, bondissantes, survoltées, poétiques, tendres, chaotiques, surréalistes...

## Fiche technique
- Titre : Mary Is Happy, Mary Is Happy
- Titre alternatif : The Year of June
- Réalisation : Nawapol Thamrongrattanarit
- Scénario : Nawapol Thamrongrattanarit
- Musique : Somsiri Sangkaew
- Photographie : Pairach Khumwan
- Montage : Chonlasit Upanigkit
- Production : Aditya Assarat
- Société de production : Pop Pictures
- Pays :  Thaïlande
- Genre : Comédie dramatique, expérimental
- Durée : 127 minutes
- Dates de sortie : 
  -  Thaïlande : 28 novembre 2013

## Distribution
- Patcha Poonpiriya : Mary Malony, jeune étudiante thaïlandaise, souvent perturbée
- Chonnikan Netjui : Suri, la meilleure amie de Mary[6]
- Boonsong Nakphoo : le père de Mary
- Pimpaka Towira : la mère de Mary
- Krissada Terrence : un professeur tyrannique
- Prabda Yoon : un professeur
- Kongdej Jaturanrasamee : un directeur de drama
- Sivaroj Kongsakul : infirmier
- Nawapol Thamrongrattanarit : infirmier
- Wasupol Kriangprapakit : M
- Thanapob Leeratanakajorn : Pakorn